# دوک بزرگ الکسی الکساندرویچ روسیه
دوک بزرگ الکسی الکساندرویچ روسیه (Алексе́й Алекса́ндрович؛ ۱۴ ژانویهٔ ۱۸۵۰ – ۱۴ نوامبر ۱۹۰۸) اهل امپراتوری روسیه، پنجمین فرزند و چهارمین پسر الکساندر دوم، امپراتور روسیه و همسر اولش ماریا الکساندروونا بود.